# Éric Teyssier
Éric Teyssier (Frankrijk, 30 december 1962) is een Frans historicus en stripauteur. 

## Carrière
In 1991 rondde Teyssier zijn studie archeologie af in Aix-en-Provence. Na drie jaar les te hebben gegeven op een middelbare school werd hij universitair docent geschiedenis aan de universiteit van Montpellier. Na tien jaar werd Teyssier aangesteld aan de universiteit van Nîmes voor oude geschiedenis. Vooral het onderzoeksgebied gladiatoren in de klassieke oudheid heeft zijn interesse. Teyssier heeft hier al meerdere malen over gepubliceerd, zoals Spartacus. Entre le mythe et l'histoire, in 2012.
In 2012 schreef Teyssier de teksten voor het album  Nimes Le Pont du Gard in de educatieve reeks De reizen van Alex. Dit album werd niet vertaald naar het Nederlands. In 2018 volgde het album De gladiatoren.
- Biblioteca Nacional de España: XX5500155
- Bibliothèque nationale de France: cb13550344x (data)
- Gemeinsame Normdatei: 1024056414
- International Standard Name Identifier: 0000 0000 4261 0844
- Library of Congress Control Number: no00094423
- Nederlandse Thesaurus van Auteursnamen: 251810178
- Système universitaire de documentation: 151656789
- Virtual International Authority File: 7552643
- WorldCat: E39PBJbWBvcWv7QBVR7cPHDyVC